# Monastère Mor Ephrem de Maaret Saidnaya
Le monastère Saint-Éphrem (en syriaque : ܕܝܪܐ ܕܡܪܝ ܐܦܪܝܡ / dayro d-mor afrem), est un monastère syriaque orthodoxe situé dans la ville de Maaret Saidnaya à 30 km au nord-est de Damas en Syrie. Il est voué à saint Éphrem.
Le monastère qui abrite également un grand séminaire est le lieu du résidence du patriarche, le siège patriarcal étant, depuis 1959, installé à Damas à la cathédrale Saint-Georges.
Le séminaire théologique Saint-Éphrem de Ma'arat Saydnaya est le principal séminaire de l'Église orthodoxe syrienne d'Antioche. Il est sous la supervision directe du Patriarche. C'est l'institution la plus importante de l'Église syriaque orthodoxe.

## Histoire du séminaire
Les patriarches et les évêques aspiraient toujours à avoir un séminaire. Cette aspiration a été réalisée par le Patriarche Ignace Éphrème Ier (+1957) qui l'a fait édifier à partir de 1934 à Zahlé (Liban). En 1939, il est inauguré sous le nom de Mor Aphrem Theological School. Le séminaire a depuis traversé six étapes :

### Première étape: Zahlé - Liban 1939-1946
Le séminaire comptait au démarrage 15 étudiants et était sous la supervision du Patriarche Éphrem qui en était le chef suprême.

### Deuxième étape: Mossoul - Irak 1946-1962
Le séminaire a déménagé de Zahlé à Mossoul en Irak en 1946. Son siège était le bâtiment adjacent de l'église de Tahra. Sous l'administration de son nouveau doyen Boulos Behnam (plus tard l'archevêque Mor Gregorius Boulos Behnam) et le guide spirituel Abdelahad Touma (plus tard Patriarche Ignace Jacques III), ainsi que l'aide du peuple syriaque de Mossoul, le séminaire a rapidement connu le succès. Il a fourni à l'Église beaucoup de diplômés pour servir de clergé ou d'enseignants de la langue et de la liturgie syriaques.

### Troisième étape: Zahlé - Liban 1962-1968
Le séminaire a été ramené à Zahlé en 1962, où le Père Ishak Saka a été nommé en tant que doyen.

### Quatrième étape: Atchaneh - Liban 1968-1978
Le Patriarche Ignace Jacques III fit construit un bâtiment spécial pour le séminaire à Atchaneh où il a été déplacé. Il a été fermé vers 1976 en raison de la guerre civile libanaise. Tous les étudiants ont été envoyés dans leurs pays et paroisses. En 1977-1978, certains étudiants sont retournés à l'université et d'autres ont rejoint le séminaire d'Atchaneh. Cependant, l'activité académique normale n'a pas continué en raison des événements. Les étudiants ont quitté le séminaire qui a été fermé et le patriarche Ignace Jacques III réunit les étudiants restants au Patriarcat de Damas.

### Cinquième étape: Damas 1984-1996
Quand Ignace Zakka Ier Iwas est devenu patriarche, il prêta une attention particulière au séminaire. Dans le premier Saint-Synode convoqué par le Patriarche Zakka Iwas en 1981, la question du séminaire a été étudiée et une décision a été prise pour encourager tous les fidèles de l'Église à soutenir le séminaire en envoyant les jeunes hommes aptes à y étudier et à le fournir en personnel académique pour élever son niveau d'études. En outre, il a été décidé de commencer à travailler sur un siège[Quoi ?] pour le séminaire à Maaret Saidnaya. Quelques tentatives ont été faites pour restaurer le séminaire à Atchaneh - bien que pour une période transitoire - mais c'était difficile et presque impossible. La situation resta ainsi jusqu'à la convocation du Saint-Synode en 1984. Une décision fut prise à cet égard de construire un siège permanent pour le séminaire de Ma'arat Saydnaya. Pendant ce temps, le séminaire a continué son travail dans l'emplacement temporaire de son siège à Haret El-Zeytoun à Damas. Un nouveau code a été établi et les règlements académiques ont été revus.

### Sixième étape: Maaret Saidnaya - Syrie 1996 jusqu'à présent
Le monastère a été consacré le 14 septembre 1996.

Le Patriarche Zakka Ier Iwas s'est occupé du séminaire et a travaillé avec les doyens à la réalisation d'un programme complet qui tenait compte des besoins spirituels, académiques et sociaux des étudiants ainsi que du besoin pastoral des paroisses. Le séminaire a connu de nombreux changements et est encore en cours de développement pour élever les normes d'enseignement afin que les diplômés puissent devenir des pasteurs qualifiés et des chefs spirituels.